# Guvernoratele Autorității Naționale Palestiniene

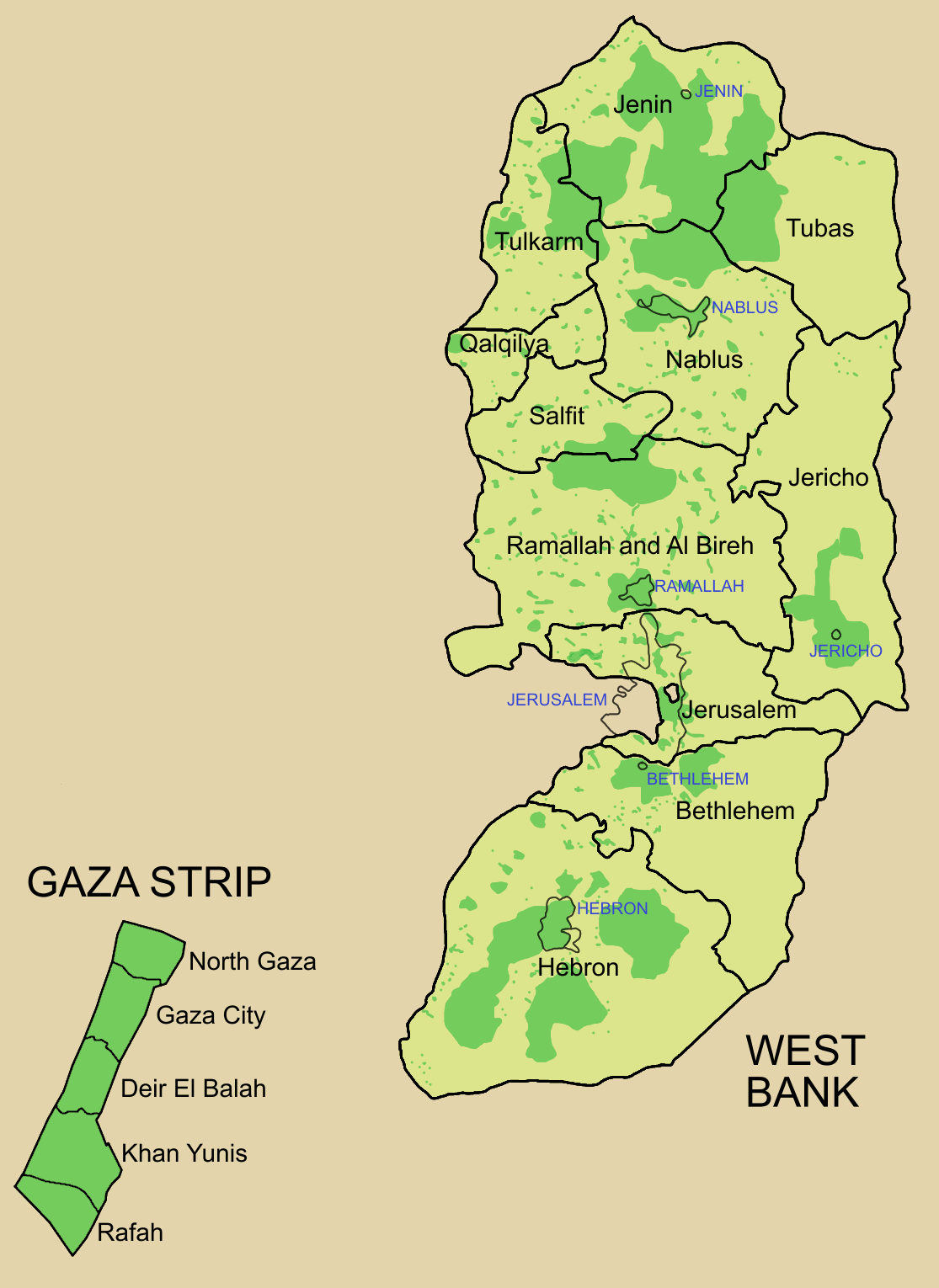
Guvernoratele Autorității Palestiniene

După semnarea acordurilor de la Oslo, teritoriile palestiniene Cisiordania și Fâșia Gaza au fost divizate în trei zone (Zona A, Zona B și Zona C) și 16 guvernorate aflate sub jurisdicția Autorității Palestiniene.
| Nume        | Populație (2007) | Întindere (km2) |
| ----------- | ---------------- | --------------- |
| Cisiordania | 4.021.047        | 5.640           |
| Fâșia Gaza  | 1.857.369        | 360             |
| Total       | 5.878.416        | 6.000           |

## Cisiordania

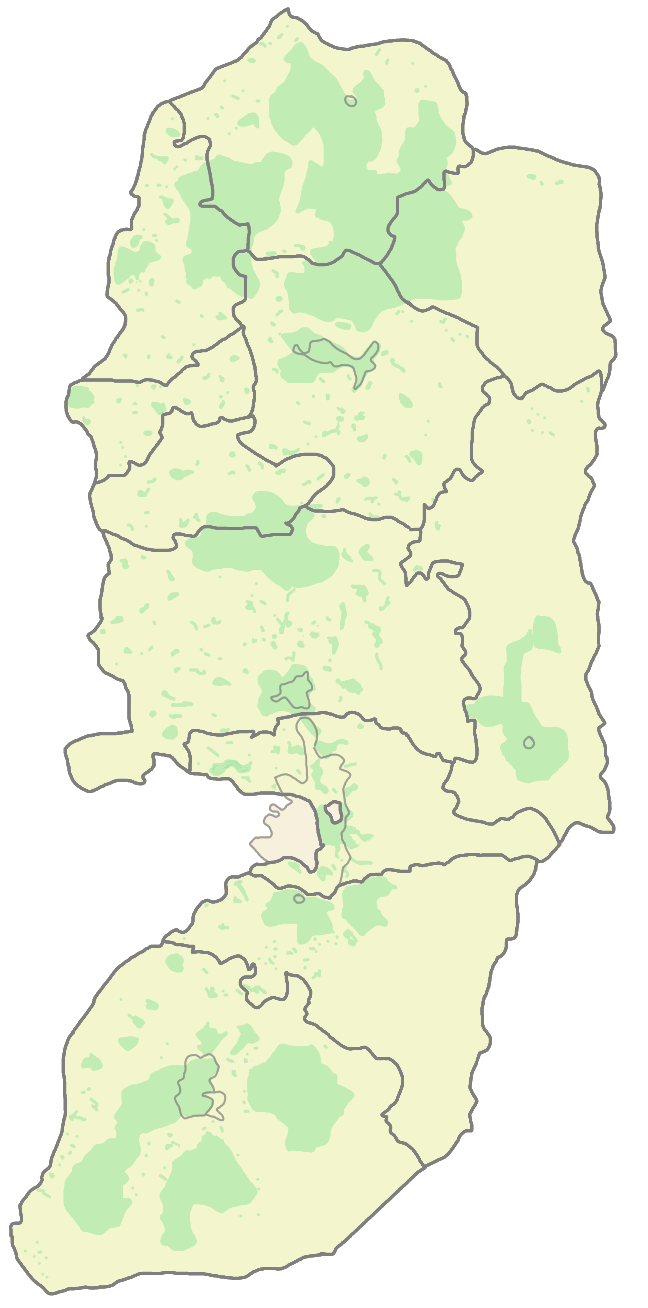
Guvernoratele de Nord

| Nume                              | Populație (2007) | Suprafață (km2) |
| --------------------------------- | ---------------- | --------------- |
| Guvernoratul Jenin                | 580.301          | 583             |
| Guvernoratul Tubas                | 69.615           | 372             |
| Guvernoratul Tulkarm              | 220.694          | 239             |
| Guvernoratul Nablus               | 635.847          | 592             |
| Guvernoratul Qalqilya             | 100.753          | 164             |
| Guvernoratul Salfit               | 66.136           | 191             |
| Guvernoratul Ramallah ṣi al-Bireh | 550.328          | 844             |
| Guvernoratul Ierihon              | 150.961          | 608             |
| Guvernoratul Ierusalim            | 515.942          | 344             |
| Guvernoratul Betleem              | 285.572          | 644             |
| Guvernoratul Hebron               | 850.898          | 1.060           |
| Total                             | 4.021.047        | 5.671           |

## Fâșia Gaza

Guvernoratele De Sud

| Nume                       | Populație (2007) | Suprafață (km2) |
| -------------------------- | ---------------- | --------------- |
| Guvernoratul Gaza de Nord  | 290.843          | 61              |
| Guvernoratul Gaza          | 684.001          | 70              |
| Guvernoratul Deir al-Balah | 216.494          | 56              |
| Guvernoratul Khan Yunis    | 290.399          | 108             |
| Guvernoratul Rafah         | 377.632          | 65              |
| Total                      | 1.857.369        | 360             |